# Lucinda Williams (athlétisme)
Pour les articles homonymes, voir Williams.
Ne doit pas être confondu avec Lucinda Williams.
Lucinda Williams Adams (née le 10 août 1937 à Savannah) est une athlète américaine spécialiste du sprint.

## Carrière
Étudiante à l'Université d'État du Tennessee, elle est sélectionnée à l'âge de dix-neuf ans pour les Jeux olympiques de 1956 mais ne dépasse pas le stade des séries sur 100 m et sur 200 m. En 1958, Lucinda Williams dispute à Moscou le premier match international d'athlétisme entre les États-Unis et l'URSS. Elle y remporte deux médailles d'or, sur 200 m et au titre du relais 4 × 100 m. Elle s'illustre dès l'année suivante en améliorant le record national du 220 yards, et en décrochant trois médailles d'or lors des Jeux panaméricains de Chicago, sur 100 m, 200 m et 4 × 100 m.
Lors des Jeux olympiques d'été de 1960 à Rome, Lucinda Williams remporte la médaille d'or du relais 4 × 100 m aux côtés de Martha Hudson, Barbara Jones et Wilma Rudolph.

## Palmarès
| Date | Compétition        | Lieu    | Place | Discipline |
| ---- | ------------------ | ------- | ----- | ---------- |
| 1959 | Jeux panaméricains | Chicago | 1re   | 100 m      |
| 1959 | Jeux panaméricains | Chicago | 1re   | 200 m      |
| 1959 | Jeux panaméricains | Chicago | 1re   | 4 × 100 m  |
| 1960 | Jeux olympiques    | Rome    | 1re   | 4 × 100 m  |